# Служба внутреннего аудита Европейской комиссии
Служба внутреннего аудита Еврокомиссии (англ. The Internal Audit Service, офиц. сокр. IAS) — созданное в 2001 году Генеральным директоратом Европейской комиссии независимое учреждение, призванное обеспечить большую прозрачность финансов Еврокомиссии.
Комиссаром, ответственным за работу Службы, является первый вице-президент Еврокомиссии Франс Тиммерманс, контролирующий улучшение правовой базы в сфере регулирования, межведомственных отношений, верховенство права и соблюдение Хартии основных прав ЕС.
IAS возглавляет Манфред Крафф, ранее занимавший должность главного бухгалтера Комиссии. В службе занято около 150 постоянных сотрудников.

## Миссия
Миссия IAS состоит в том, чтобы:
- предоставлять независимые аудиторские заключения о качестве систем управления и внутреннего контроля;
- разрабатывать рекомендации, направленные на обеспечение эффективного и результативного достижения целей Комиссии.

Служба внутреннего контроля состоит из трёх директоратов:
- Директорат А отвечает за горизонтальные связи (административные и координационные задачи, необходимые для функционирования генеральных директоратов ЕК) и проведение аудита в агентствах ЕС и других автономных органах , финансируемых из бюджета ЕС, таких как:
  - Децентрализованные агентства ЕС,
  - Совместные проекты / совместные технологические инициативы,
  - Европейская служба внешних связей,
  - Европейский надзор защиты данных и
  - Европейские школы.
- Директораты B и C отвечают за аудит самих Генеральных директоратов и исполнительных органов Европейской комиссии.

## История

### Предпосылки
Европейская комиссия приняла свое первое положение о финансовом регулировании в 1962 году, когда внутренний контроль обеспечивался за счёт разделения ролей уполномоченного руководителя, финансового контролера и сотрудника бухгалтерии. Однако по мере того, как Комиссия росла и усложнялась, Европейская счётная палата (внешний аудитор ЕС) начала призывать к проверке систем и средств контроля, выступая за независимую аудиторскую службу в рамках Комиссии. Палата опубликовала концепцию внутреннего аудита в 1989 году, а в 1997 году рекомендовала приступить к созданию соответствующей службы, усилив тем самым функцию финансового контроля на фоне того, что увеличивается значение уполномоченных руководителей.
Решением Еврокомиссии от 1990 года было предложено создать такую функцию финансового контроля, которая бы получила дальнейшее развитие в рамках программы реформы финансового управления, предложенной в 1995 году (SEM2000). Эта функция аудита, по-видимому, была переориентирована на средства контроля, относящиеся к структурным фондам.

### Комиссия Сантера
После того, как были обнародованы обвинения в мошенничестве и ненадлежащем финансовом управлении со стороны членов Комиссии Сантера, в декабре 1998 года Европейский парламент выразил ей недоверие. В начале 1999 года президент Комиссии Жак Сантер признал, что имели место нарушения, но пригрозил уйти в отставку, если парламент продолжит давление на него. В ответ парламент созвал комитет независимых экспертов, чтобы изучить пути улучшения финансового управления и контроля. После получения первого доклада так называемых мудрецов в марте 1999 года Комиссия Сантера решила подать в отставку. Во втором отчете мудрецы недвусмысленно предположили, что основная проблема заключается в том, что служба внутреннего аудита не воспринимается как центральный департамент на службе всей Комиссии… Исходя из передового международного опыта и понятия внутреннего аудита, предложенного Институтом внутренних аудиторов (IIA), мудрецы рекомендовали создать специализированную службу внутреннего аудита вне обычной структуры генеральных директоратов, подчинив ее непосредственно президенту Комиссии.
Задача создания новой службы была возложена на комиссара, ответственного за институциональные реформы, Нила Киннока.

### Реформирование комиссии
В ответ на доклад мудрецов была создана рабочая группа по административной реформе для подготовки Белых книг по реформе. Рабочая группа рассмотрела вопросы финансового контроля, стратегического планирования и программирования и модернизацию кадровой политики. Основой для создания IAS послужила рекомендация 35 отчета «Мудрецов», где предлагалась профессиональная и независимая служба внутреннего аудита. В Рекомендации 37 также упоминалось о специальной функции внутреннего контроля в каждом генеральном директорате, что помогло бы наладить эффективное управление финансами. Рабочая группа Комиссии сотрудничала с Европейской Счетной палатой, Комитетом мудрецов, Всемирным банком и ЕИБ в разработке новой системы контроля. Прежде чем это реализовать, требовалось изменить финансовое регулирование Комиссии (что требовало голосования всех государств-членов), чтобы отменить централизованный предварительный контроль, выполняемый Службой финансового контроля Генерального директората.

### 10 лет IAS
В июле 2001 году Служба внутреннего контроля стала независимой институцией. Её создание новой службы стало частью реформ, проведенных в Комиссии после принятия Белой книги реформ 2000 года. В рамках этих реформ в каждом генеральном директорате были созданы подразделения внутреннего аудита, а также Комитет по развитию аудита, контролирующий работу как аудиторов директоратов, так и IAS. Служба работает в прямом подчинении вице-президента.
IAS в соответствии с новым положением о финансовом регулировании разработала программу углубленных проверок всех генеральных директоратов и агентств Еврокомиссии. Помимо проверок, служба также оказывает методическую помощь аудиторской деятельности в каждом директорате.
В 2006 году IAS провела первый качественный анализ ресурсов внутреннего аудита. В 2007 году был обновлен Устав миссии, а также введен типовой устав для подразделений внутреннего контроля в директоратах.
В 2011 году IAS подготовила первое общее заключение о состоянии внутреннего контроля в Еврокомиссии, а также стала внутренним аудитором недавно созданной Европейской службы внешних связей.

## Внешние ссылки
- Служба внутреннего контроля (IAS)
- Финансовое регулирование
- Устав Службы внутреннего аудита Европейской комиссии
- Организация и персонал IAS